# 1970 en Colombie-Britannique
Chronologie de la Colombie-Britannique
- 1966
- 1967
- 1968
- 1969
- 1970
- 1971
- 1972
- 1973
- 1974

Cette page concerne des événements qui se sont produits durant l'année 1970 dans la province canadienne de Colombie-Britannique.

## Politique
- Premier ministre : W.A.C. Bennett.
- Chef de l'Opposition : Dave Barrett du Nouveau Parti démocratique de la Colombie-Britannique
- Lieutenant-gouverneur : John Robert Nicholson
- Législature :

## Événements

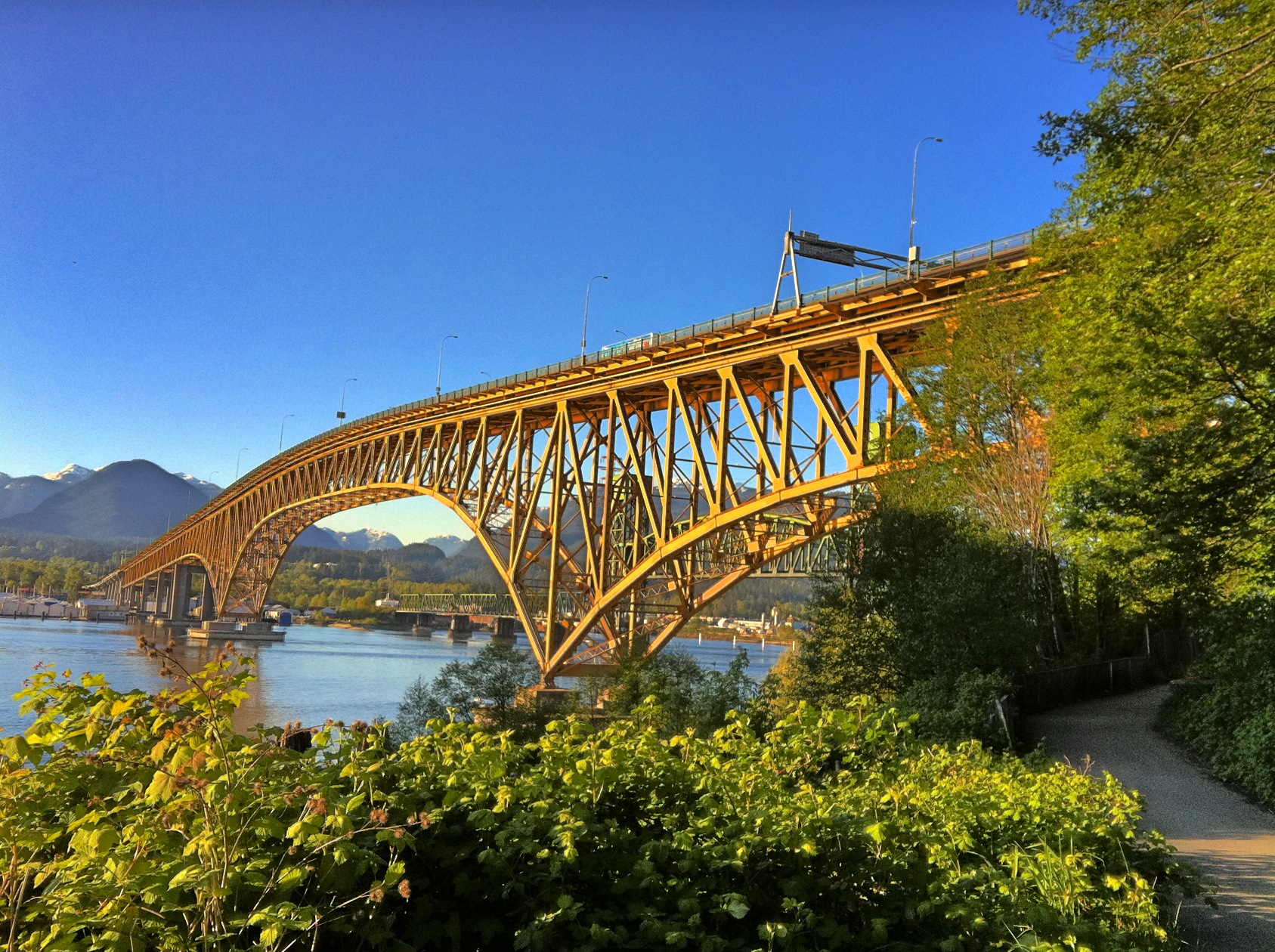
Le nouveau Second narrows bridge avec l'ancien en arrière plan.

- Mise en service entre Vancouver et North Vancouver du  Second Narrows Bridge , pont doublant celui construit en 1925 [1].

## Naissances

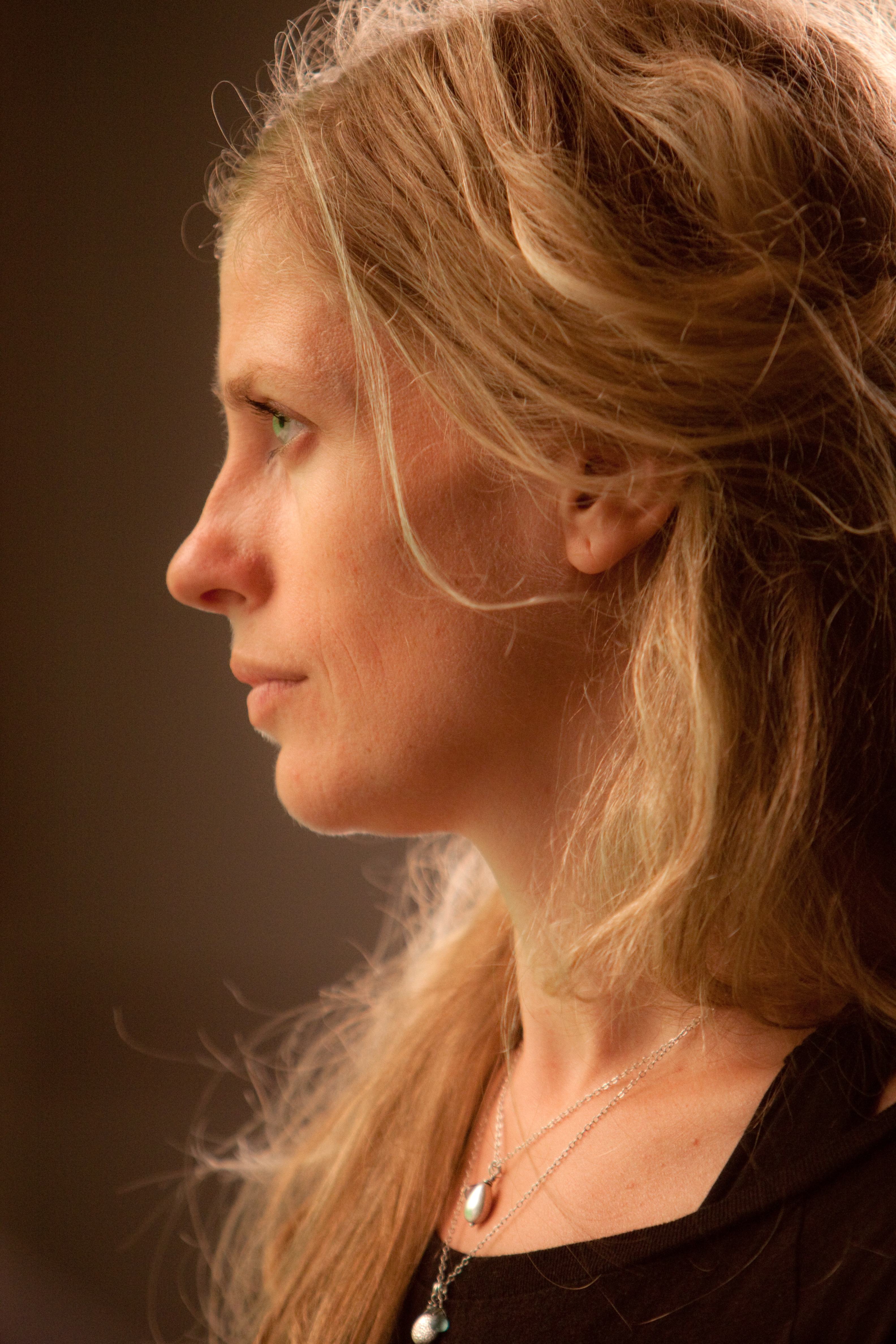
Crystal Pite.

- 8 janvier à Cranbrook : Jon Klemm , joueur professionnel canadien de hockey sur glace qui évoluait au poste de défenseur.

- 15 décembre à Terrace : Crystal Pite , danseuse et chorégraphe canadienne.